# Portugalska skupina loža
Portugalska skupina loža (engl. Group of Lodges in Portugal) je slobodnozidarska skupina loža u Portugalu u strukturi Ujedinjene velike lože Engleske (UGLE).
Pored ove skupine loža u Portugalu djeluje i Legalna/Regularna velika loža Portugala, regularna velika loža, osnovana 1991. godine.

## Povijest
Nakon demokratskih promjena, koje su uslijedile nakon Revolucije karanfila u travnju 1974. godine, stvaraju se uvjeti za obnovu slobodnog zidarstva u Portugalu. Zbog značajne britanske emigrantske zajednice u Portugalu tražene su povelje za osnivanjem engleskih loža.
Na Dan svetog Patrika, 17. ožujka 1990. godine, u Portugalu je osnovana Loža "Princ Henrik Pomorac" br. 9360 koja prakticira regularno slobodno zidarstvo pod okriljem Ujedinjene velike lože Engleske. Loža je uspostavljena u središtu Algarvea, pod nadležnošću Kotarske velike lože Gibraltara, najstarije kotarske velike lože unutar Ujedinjene velike lože Engleske. Time su ostvarene težnje brojnih engleskih slobodnih zidara koji žive u Portugalu.
Već 1990. godine englesko slobodno zidarstvo nije bilo jedino regularno u Portugalu. Iste godine se skupina portugalskih slobodnih zidara izdvojila iz Velikog orijenta Lusitanije s ciljem prakticiranja regularnog slobodnog zidarstva. U lipnju 1991. osnovana je Regularna velika loža Portugala.
Englesko zidarstvo u Portugalu nastavilo je postupno rasti. U lipnju 1995. Ujedinjena velika loža Engleske izdvojila je svoje lože iz nadležnosti Kotarske velike lože Gibraltara i ustrojila ih kao samostalnu inozemnu skupinu loža.

## Ustroj

### Lože
U Portugalu, u lipnju 2025. godine, pod okriljem Ujedinjene velike lože Engleske rade četiri lože, dvije u pokrajini Algarve (Loulé i Lagos), jedna u Estorilu, dok četvrta je loža putujuća:
- Loža "Princ Henrik Pomorac" (Prince Henry the Navigator Lodge) br. 9360, Loulé[4] – nosi naziv po Henriku Pomorcu, sinu portugalskog kralja Ivana I.
- Loža "Otkrića" (Lodge of Discoveries) br. 9409, Lagos[5]
- Loža "Lancaster" (Lancaster Lodge) br. 9413, Estoril[6]
- Loža "Majstori Britanije" (Britannia Masters Lodge) br. 9575[7] – putujuća loža

### Obredi
Povijesni obred Ujedinjene velike lože Engleske je Emulacijski obred. Velika loža upravlja simboličkim stupnjevima plave lože (učenik, pomoćnik i majstor) i delegira upravljanje visokim stupnjevima.

## Pridružena tijela i redovi
Upravljanje visokim stupnjevima ova skupina loža provodi u više pridruženih tijela i redova.

## Vanjske poveznice
- Službena stranica